# Bình An (phường)
Bình An là một phường thuộc thành phố Dĩ An, tỉnh Bình Dương, Việt Nam.

## Địa lý
Phường Bình An có vị trí địa lý:
- Phía đông giáp tỉnh Đồng Nai và phường Bình Thắng
- Phía tây giáp phường Tân Đông Hiệp
- Phía nam giáp phường Đông Hòa
- Phía bắc giáp tỉnh Đồng Nai.

Phường Bình An có diện tích 5,98 km², dân số năm 2021 là 33.727 người mật độ dân số đạt 5.460 người/km².

## Lịch sử
Trước đây, Bình An là một xã thuộc huyện Dĩ An, tỉnh Bình Dương.
Ngày 10 tháng 12 năm 2003, Chính phủ ban hành Nghị định số 156/2003/NĐ-CP. Theo đó, thành lập xã Bình Thắng trên cơ sở điều chỉnh 601 ha tự nhiên và 6.184 nhân khẩu của xã Bình An.
Sau khi điều chỉnh địa giới hành chính, xã Bình An còn lại 536 ha diện tích tự nhiên, dân số là 9.294 người.
Ngày 13 tháng 1 năm 2011, Chính phủ ban hành Nghị quyết số 04/NQ-CP về việc thành lập hai thị xã Dĩ An và Thuận An thuộc tỉnh Bình Dương. Theo đó, thành lập phường Bình An thuộc thị xã Dĩ An trên cơ sở toàn bộ diện tích và dân số của xã Bình An.
Sau khi thành lập, phường Bình An có diện tích 603 ha, dân số là 22.442 người.

## Hành chính
Phường Bình An được chia thành 5 khu phố: Bình Thung 1, Bình Thung 2, Nội Hóa 1, Nội Hóa 2, Châu Thới.